# Liang Zhenxia
Liang Zhenxia – chińska judoczka.
Startowała w Pucharze Świata w 2003. Brązowa medalistka mistrzostw Azji w 2000, igrzysk wojskowych w 2003, a także MŚ wojskowych w 2002 roku.